# Краснопольский, Александр Евгеньевич
Александр Евгеньевич Краснопольский (1932 — 2010) — советский учёный, электротехник, доктор технических наук (1983), профессор (1999).

## Биография
В 1956 закончил МЭИ по специальности электромонтажник, работал в Челябинске, в 1962 поступил в аспирантуру МЭИ и параллельно работал во ВНИСИ. В 1963 защитил кандидатскую диссертацию. С 1972 года работал начальником отдела математического моделирования экономических процессов и по совместительству на кафедре электротехники МЭИ. В 1983 году защитил докторскую диссертацию, занимался научной работой в различных городах СССР: Москве, Киеве, Саранске, Тернополе и других. С 1990 года член, а затем председатель научно–методической комиссии Научно-методического совета по электротехнике и электронике при Министерстве образования и науки Российской Федерации. В 1999 году стал профессором и заведующим кафедрой электротехники и микропроцессорной электроники МИСиС, членом-корреспондентом Академии электротехнических наук.
Имеет более 160 научных трудов и изобретений, а также научные статьи и опубликованные доклады на научных конференциях в России и за рубежом. Являлся научным консультантом различных производственных предприятий и фирм России по вопросам светотехники, стандартизации, метрологии, электротехники, электроники, микропроцессорной техники. Неоднократно организовывал и руководил курсами повышения квалификации преподавателей, научных и инженерных работников по электротехнике, электронике, светотехнике, математическому моделированию электронных устройств и схем. При его непосредственном участии и руководством в течение 15 лет проводились научно-методические конференции по использованию современных информационных технологий в обучении электротехническим дисциплинам в Астрахани.
Трагически погиб в ДТП.

## Публикации
- Герасимов В. Г., Князьков О. М., Краснопольский А. Е., Сухоруков В. В. Основы промышленной электроники. 1986.
- Краснопольский А. Е., Троицкий А. М., Соколов В. Б. Пускорегулирующие аппараты для разрядных ламп. 1987.[2]